# الأتراك في أوكرانيا
الأتراك في أوكرانيا هم الأتراك المقيمون في أوكرانيا. يتكون أغلبهم من الأتراك المسخيت والمهاجرين من تركيا.

## تاريخ

### الهجرة العثمانية
سجل أول تعداد للاتحاد السوفياتي في عام 1926، حوالي 8.570 تركيًا عثمانيًا يعيشون في الاتحاد السوفيتي. لم يعد الأتراك العثمانيون مدرجين بشكل منفصل في الإحصاء، فمن المفترض أن أولئك الذين كانوا يعيشون في أوكرانيا إما اندمجوا في المجتمع الأوكراني أو غادروا البلاد.

### هجرة الأتراك المسخيت
| الأتراك المسخيت في أوكرانيا حسب الإحصاء الرسمي |             |
| سنة التعداد                                    | عدد الأتراك |
| 1939                                           | 853         |
| 1959                                           | 284         |
| 1970                                           | 226         |
| 1979                                           | 257         |
| 1989                                           | 262         |
| 2001                                           | 8844        |

وصل الأتراك المسخيت لأول مرة إلى أوكرانيا بعد الحرب العالمية الثانية، عندما كان الاتحاد السوفيتي يستعد لشن حملة ضغط على تركيا. طالب فياتشيسلاف مولوتوف، وزير الخارجية أنذاك، باستسلام ثلاث مقاطعات في الأناضول (قارص وأرداهان وأرتوين)؛ وهكذا، بدت الحرب ضد تركيا ممكنة، وأراد جوزيف ستالين تطهير السكان الأتراك الإستراتيجيين الموجودين في مسخيتي، بالقرب من الحدود التركية الجورجية والتي من المحتمل أن تكون معادية للنوايا السوفييتية. في عام 1944، تم ترحيل الأتراك المسخيت بالقوة من منطقة مسخيتي في جورجيا، واتُّهِموا بالتهريب واللصوصية والتجسس بالتعاون مع أقاربهم عبر الحدود التركية.  وشجعت السياسات القومية في ذلك الوقت شعار «جورجيا للجورجيين» وضرورة إرسال الأتراك المسخيت إلى تركيا «حيث ينتمون».  على الرغم من قيام جوزيف ستالين بترحيل غالبية الأتراك المسخيت إلى أوزبكستان، إلاّ أنّ الآلاف ماتوا في طريقهم في شاحنات الماشية،  في عام 1989، أصبح الأتراك المسخيت الذين يعيشون في أوزبكستان ضحايا أعمال شغب قام بها الأوزبك العرقيون. وهكذا، وصلت غالبية الجالية التركية المسخيتية إلى أوكرانيا خلال الفترة 1989-1990 بعد الاضطهاد العرقي في وادي فرغانة في أوزبكستان؛ وهاجر معظم الآخرين في وقت لاحق للالتحاق بأقاربهم مرة أخرى.
يعيش في أوكرانيا حوالي 10000 من الأتراك المسخيت. وصلت غالبية الجالية التركية المسخيتية إلى أوكرانيا خلال الفترة 1989-1990 بعد الاضطهاد العرقي في وادي فرغانة في أوزبكستان؛ وهاجر معظم الآخرين في وقت لاحق للالتحاق بأقاربهم مرة أخرى. يتركزون في الغالب في شبه جزيرة القرم ودونيتسك وخيرسون وميكولايف. بينما يعيش القليل منهم في كييف. استقرّ معظمهم في أوكرانيا بعد أحداث فرغانة. في عام 1991، تم منحهم الجنسية الأوكرانية.
المسخيت الأتراك مسلمون سنة. بسبب السياسة الرسمية للاتحاد السوفيتي المتمثلة في تثبيط الدين وتشجيع الإلحاد، فإن غالبية الأتراك المسخيت، مثل المسلمين الألبان، ليسوا ملتزمين تماما بتعاليم الإسلام.

### الهجرة التركية من البر الرئيسي
شهدت أوكرانيا أعدادًا متزايدة من المهاجرين من تركيا. بحلول عام 2009، كان هناك حوالي 5394 مواطنًا تركيًا يعيشون في أوكرانيا.

## التركيبة السكانية
وفقًا لتعداد أوكرانيا لعام 2001، كان هناك 8844 تركيًا يعيشون في أوكرانيا. كانت غالبية المجتمع تعيش في خيرسون (3736)، ودونيتسك (1791)، وشبه جزيرة القرم (969)، وميكولايف أوبلاست (758).

## الدين

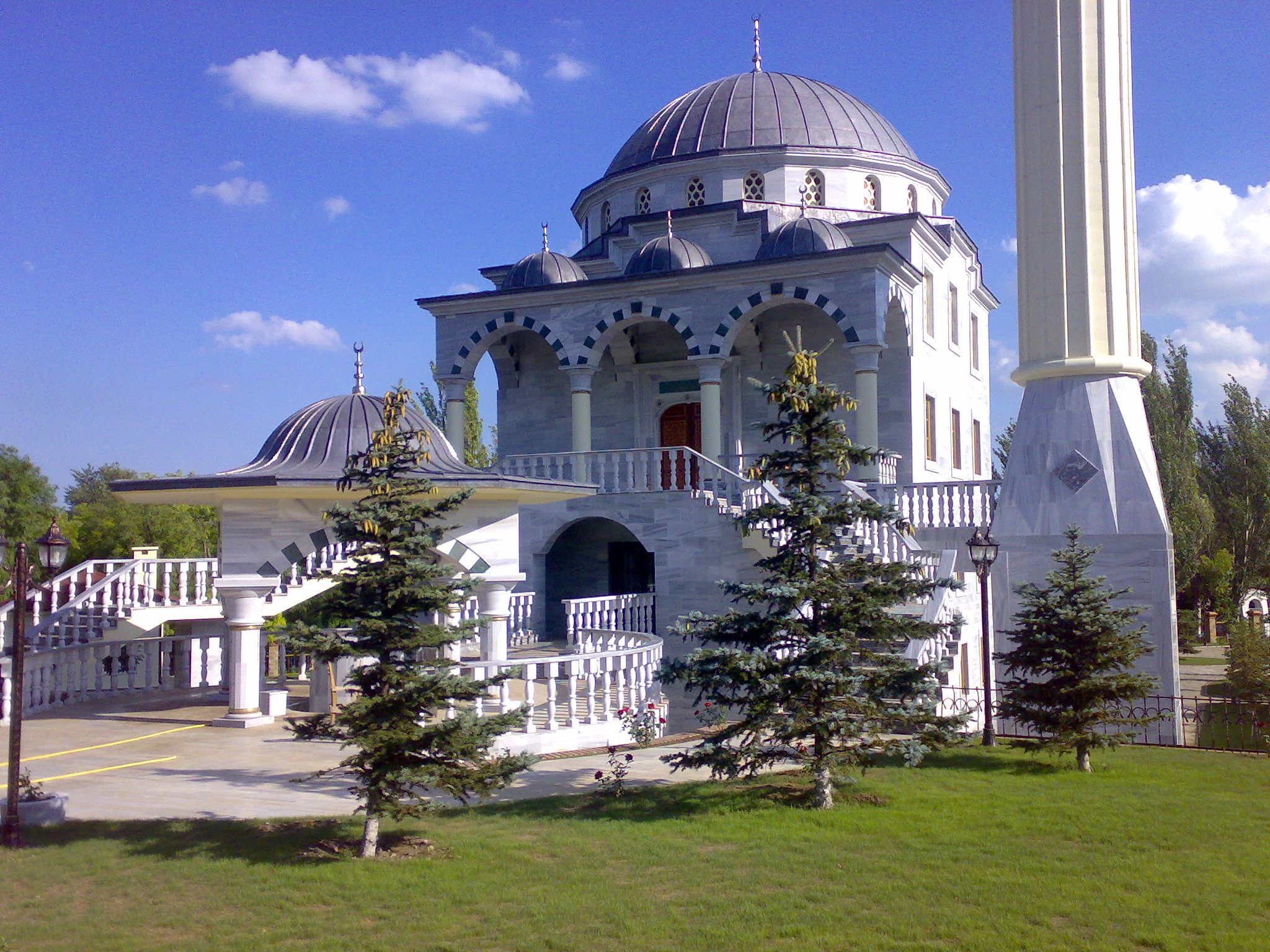
مسجد السلطان سليمان في ماريوبول، أوكرانيا.

تمّ بناء مسجد في ماريوبول بأوكرانيا وسُمّي على اسم سليمان القانوني، وافتتح المسجد في عام 2005. بناه رجل الأعمال التركي (صالح جيهان). تُؤدّى في المسجد الصلوات الخمس، بالإضافة إلى صلاة الجمعة.

## التعليم
تم إدراج مدرسة سيمفيروبول الدولية التي افتتحها رواد أعمال أتراك في جمهورية القرم المتمتعة بالحكم الذاتي في أوكرانيا كأفضل مدرسة في قائمة أفضل 100 مدرسة في البلاد. يتم تدريس التركية والإنجليزية ولغة تتار القرم والفرنسية في المدرسة. في العام الثالث منذ إنشائها، حققت المدرسة العديد من النجاحات في الألعاب الأولمبية التي أقيمت في المدينة وفي جميع أنحاء البلاد. كما فازت المدرسة التركية بميدالية برونزية في أولمبياد المشروع البيئي الدولي (INEPO) الذي أقيم في تركيا. كان رئيس البرلمان التركي في ذلك الوقت جميل جيجيك قد زار مدرسة ميريديان الدولية التي أسسها رواد أعمال أتراك في العاصمة الأوكرانية كييف في 4 أبريل 2013.

## الأتراك البارزون في أوكرانيا
- علمدار مصطفى باشا
- دزيمال كيزيلاتش [الإنجليزية]

## صور
العمارة العثمانية في أوكرانيا

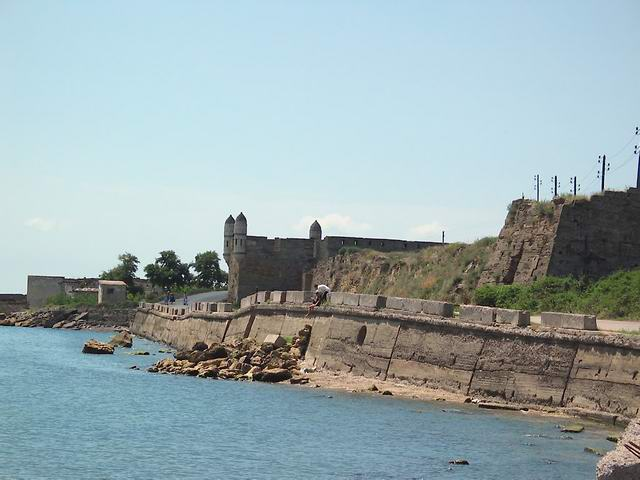
ينيكالي [الإنجليزية]، الجانب الشرقي
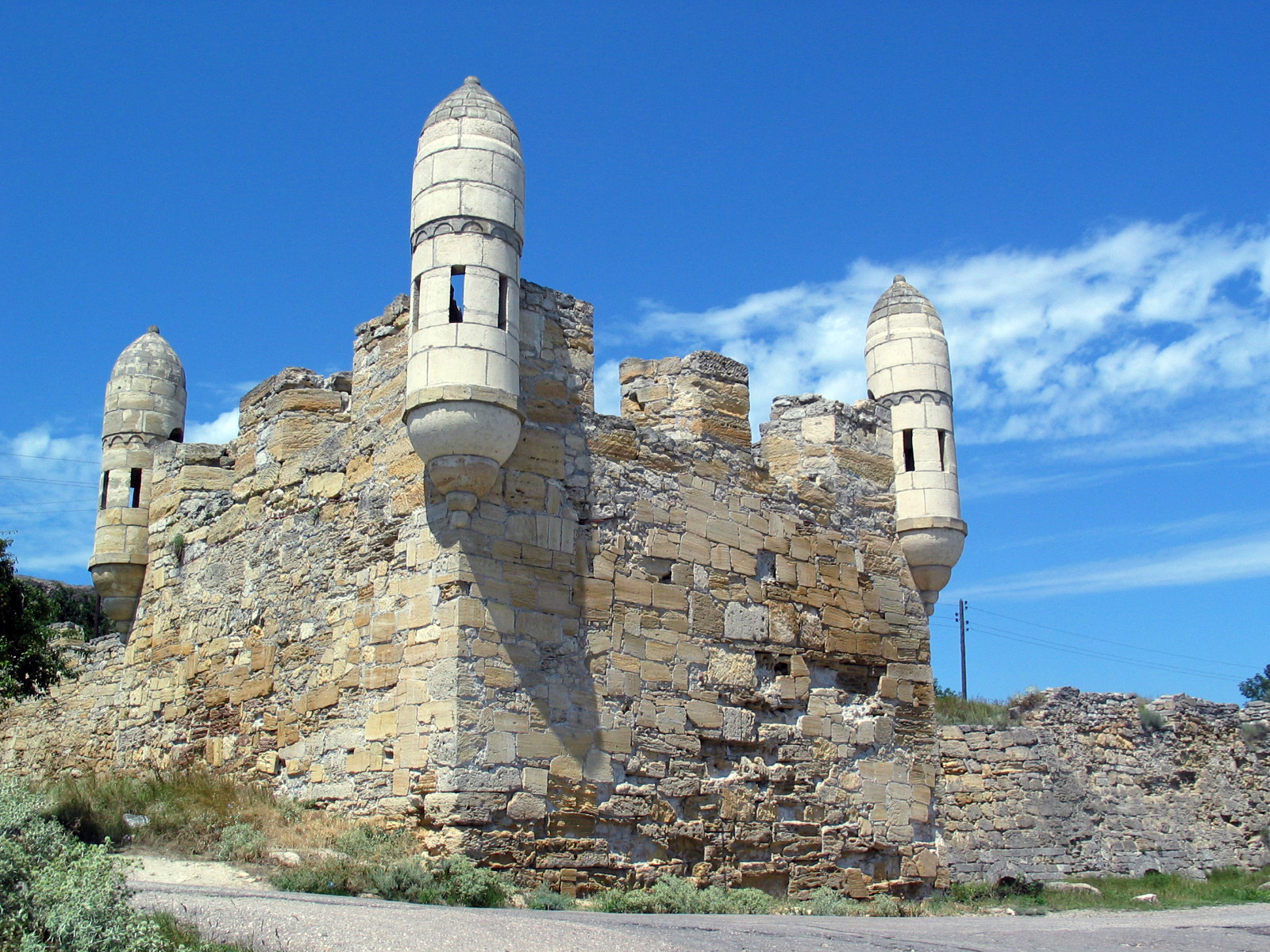
ينيكالي، برج الجنوب الغربي
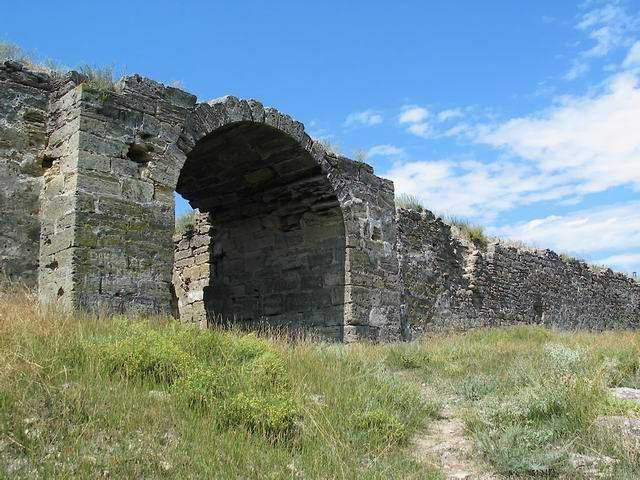
ينيكالي، الجدار الشمالي

## المعلومات الكاملة للمراجع
- Akiner، Shirin (1983)، Islamic Peoples of the Soviet Union، Taylor & Francis، ISBN:0-7103-0025-5.
- Aydıngün، Ayşegül؛ Harding، Çigğdem Balım؛ Hoover، Matthew؛ Kuznetsov، Igor؛ Swerdlow، Steve (2006)، Meskhetian Turks: An Introduction to their History, Culture, and Resettelment Experiences (PDF)، Center for Applied Linguistics، مؤرشف من الأصل (PDF) في 2007-07-14
- Bennigsen، Alexandre؛ Broxup، Marie (1983)، The Islamic threat to the Soviet state، Taylor & Francis، ISBN:0-7099-0619-6.
- Cornell، Svante E. (2001)، Small nations and great powers: a study of ethnopolitical conflict in the Caucasus، Routledge، ISBN:0-7007-1162-7.
- Council of Europe (2006)، Documents: working papers, 2005 ordinary session (second part), 25-29 April 2005, Vol. 3: Documents 10407, 10449-10533، Council of Europe، ISBN:92-871-5754-5.
- Kurbanov، Rafik Osman-Ogly؛ Kurbanov، Erjan Rafik-Ogly (1995)، "Religion and Politics in the Caucasus"، في Bourdeaux، Michael (المحرر)، The Politics of Religion in Russia and the New States of Eurasia، M.E. Sharpe، ISBN:1-56324-357-1.
- Pentikäinen، Oskari؛ Trier، Tom (2004)، Between Integration and Resettlement: The Meskhetian Turks، European Centre For Minority Issues
- Ryazantsev، Sergey V. (2009)، "Turkish Communities in the Russian Federation" (PDF)، International Journal on Multicultural Societies، ج. 11، ص. 155–173، مؤرشف من الأصل (PDF) في 2018-09-19
- Tomlinson، Kathryn (2005)، "Living Yesterday in Today and Tomorrow: Meskhetian Turks in Southern Russia"، في Crossley، James G.؛ Karner، Christian (المحررون)، Writing History, Constructing Religion، Ashgate Publishing، ISBN:0-7546-5183-5.